# Franco Franchi (politico)
Franco Franchi (Scansano, 26 agosto 1928 – Vicenza, 12 maggio 2004) è stato un avvocato e politico italiano.

## Biografia
Iniziò la sua carriera politica quale Segretario del Raggruppamento giovanile studenti e lavoratori, l'associazione giovanile del Movimento Sociale Italiano di Vicenza, sua città d'adozione, di cui poi divenne consigliere comunale; venne eletto deputato per il Movimento Sociale Italiano (poi MSI-Destra Nazionale) a 35 anni d'età nel 1963 e quindi sempre riconfermato alla Camera fino al 1992, ricoprendo vari incarichi.
Dedito ad interessi di carattere amministrativo degli Enti Locali (in seno al suo partito diresse al riguardo il "Dipartimento Regioni ed Enti Locali"), negli anni di Montecitorio fece parte  delle Commissioni "Interni" e "Affari Costituzionali" e quindi, dopo la mancata rielezione alle politiche del 1992 (XI legislatura), venne nominato consulente della "Commissione parlamentare per le questioni regionali".
Infine, dal 1994 per un breve periodo fu anche componente del Consiglio superiore della magistratura, quale membro di nomina parlamentare.
Alla sua morte, il 12 maggio 2004 il presidente della Commissione Carlo Vizzini ha ricordato il deputato Franchi all'apertura dei lavori della stessa.